# Syair

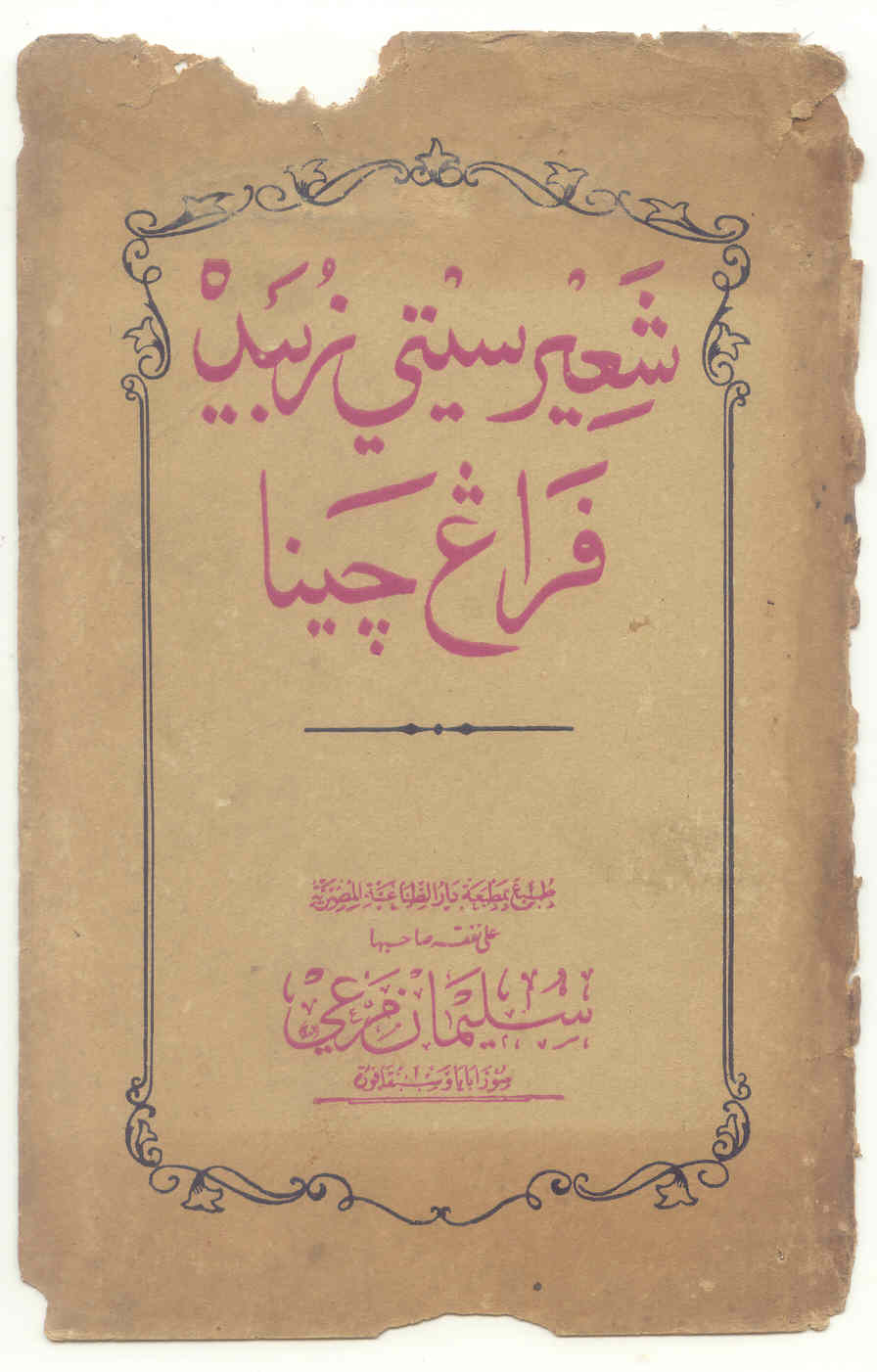
Portada de una litografía realizada en Egipto alrededor de 1900 por Syair Siti Zubaidah Perang Cinah

Syair (Jawi: شعير) es una forma de poesía tradicional malayo que está formado por estrofas o cuartetas de cuatro líneas. El syair puede ser un poema narrativo, un poema didáctico, o un poema usado para transmitir ideas sobre la religión o la filosofía, o incluso uno para describir acontecimiento histórico.
A diferencia de la forma pantun, el syair transmite una idea continua de una estrofa a otra, mantiene una unidad de la idea de la primera línea a la última línea de cada estrofa y cada estrofa se rimaba aaaaa.

## Etimología
La palabra syair viene del árabe shi’r, un término que cubre todos los géneros de la poesía árabe o islámica. Sin embargo, la forma malaya que se conoce con el nombre syair es algo diferente y no siguiendo el modelo de la poesía árabe o en cualquiera de los géneros de la poesía arábigo-persa.

## Historia
El registro más antiguo conocido de syair era de la obra de Hamzah Fansuri, un famoso poeta malayo del siglo XVII.
El ejemplo más importante es Syair Rakis de Raja Pengiran Indera Mahkota, que comenzò la poesia moderna en Malaysia.